# Preghiera eucaristica IV
La preghiera eucaristica IV è una preghiera utilizzata per la consacrazione del pane e del vino in Corpo e Sangue di Gesù Cristo, secondo il rito romano della Chiesa cattolica, in alternativa al Canone romano. Questa, in particolare, esalta la benevolenza di Dio per gli uomini, ai quali, sebbene avessero peccato tanto, Dio nella sua misericordia mandò il figlio Gesù a scontare il peccato. La preghiera può essere detta solamente nelle celebrazioni che non hanno prefazio proprio (anche in quelle che richiedono il Prefazio del Tempo): il prefazio di questa preghiera è proprio e non può mai essere cambiato.

## Storia
La preghiera eucaristica IV è stata elaborata nell'ambito della riforma liturgica seguita al Concilio Vaticano II.
Le fonti liturgiche della preghiera antica sono:
- l'anafora di san Marco evangelista;
- l'anafora di Giacomo il Minore;
- l'anafora di san Basilio di Cesarea.

In particolare, attinge alla prima fonte per quanto riguarda i temi della lode a Dio, della Creazione e dell'amore di Dio per il peccatore. Dall'anafora di Giacomo il Minore provengono un'accentuazione dei temi della lode a Dio e della Creazione, anche uniti fra loro, e il riferimento all'Incarnazione di Gesù. Anche l'anafora di san Basilio di Cesarea tratta i temi della lode e della Creazione, ma aggiunge il riferimento specifico alla Creazione dell'uomo; inoltre da qui traggono origine i temi degli angeli e della liturgia celeste e dell'invio dei profeti.

## Caratteristiche proprie
Lo schema della preghiera eucaristica è simile a quello delle altre, ma ha come peculiarità uno sviluppo della parte immediatamente successiva al Sanctus. Questa parte è in correlazione con i temi del prefazio proprio.
Riguardo ai contenuti, si può suddividere la preghiera eucaristica in sei parti: l'esaltazione della gloria di Dio compiuta nel prefazio e l'anamnesi con il ricordo di ciò che Dio ha fatto per l'uomo dalla Creazione alla Redenzione. Cerniera tra le prime due parti è il post-Sanctus, dove si fa anche memoria dell'effusione dello Spirito Santo, come nelle preghiere eucaristiche II e III. La terza parte della preghiera eucaristica è l'epiclesi, a cui segue il racconto dell'istituzione, di cui si nota l'impostazione giovannea e la contemporaneità tra lo spezzare il pane e il bere il calice. Quinta parte è la seconda epiclesi. Chiude la preghiera eucaristica la dossologia.
Alcuni aspetti specifici meritano pure di essere notati, ad esempio il fatto che le intercessioni successive alla consacrazione riprendono parti precedenti, evidenziando che, compiendosi il sacrificio di Cristo, i fedeli possono «ottenere l'eredità eterna» e la liberazione dal peccato e dalla morte, e possono quindi promettere di cantare eternamente la gloria di Dio.
Un tema che rimane centrale in tutta la preghiera eucaristica è l'amore e la misericordia di Dio, di cui si fa menzione nove volte.

## Testo

### Prefazio
Il Signore sia con voi.
E con il tuo spirito.
In alto i nostri cuori.
Sono rivolti al Signore.
Rendiamo grazie al Signore, nostro Dio.
È cosa buona e giusta.
È veramente giusto renderti grazie,
è bello cantare la tua gloria,
Padre santo, unico Dio vivo e vero:
prima del tempo e in eterno tu sei,
nel tuo regno di luce infinita.
Tu solo sei buono e fonte della vita,
e hai dato origine all'universo,
per effondere il tuo amore su tutte le creature
e allietarle con gli splendori della tua luce.
Schiere innumerevoli di angeli
stanno davanti a te per servirti,
contemplano la gloria del tuo volto,
e giorno e notte cantano la tua lode.
Insieme con loro anche noi,
fatti voce di ogni creatura, esultanti cantiamo:
Santo, Santo, Santo il Signore Dio dell'universo.
I cieli e la terra sono pieni della tua gloria.
Osanna nell'alto dei cieli.
Benedetto colui che viene nel nome del Signore.
Osanna nell'alto dei cieli.

### Preghiera eucaristica
Noi ti lodiamo, Padre santo, per la tua grandezza:
tu hai fatto ogni cosa con sapienza e amore.
A tua immagine hai formato l'uomo,
alle sue mani operose hai affidato l'universo
perché nell'obbedienza a te, suo creatore,
esercitasse il dominio su tutto il creato.
E quando, per la sua disobbedienza,
l'uomo perse la tua amicizia,
tu non l'hai abbandonato in potere della morte,
ma nella tua misericordia a tutti sei venuto incontro,
perché coloro che ti cercano ti possano trovare.
Molte volte hai offerto agli uomini la tua alleanza,
e per mezzo dei profeti
hai insegnato a sperare nella salvezza.
Padre santo,
hai tanto amato il mondo da mandare a noi,
nella pienezza dei tempi,
il tuo unico Figlio come salvatore.
Egli si è fatto uomo per opera dello Spirito Santo
ed è nato dalla Vergine Maria;
ha condiviso in tutto, eccetto il peccato,
la nostra condizione umana.
Ai poveri annunziò il vangelo di salvezza,
la libertà ai prigionieri,
agli afflitti la gioia.
Per attuare il tuo disegno di redenzione
si consegnò volontariamente alla morte,
e risorgendo distrusse la morte e rinnovò la vita.
E perché non viviamo più per noi stessi
ma per Lui che è morto e risorto per noi,
ha mandato, o Padre, lo Spirito Santo,
primo dono ai credenti,
a perfezionare la sua opera nel mondo
e compiere ogni santificazione.
Ora ti preghiamo, Padre:
lo Spirito Santo santifichi questi doni
perché diventino il Corpo e il Sangue
di Gesù Cristo, nostro Signore,
nella celebrazione di questo grande mistero,
che ci ha lasciato in segno di eterna alleanza.
Egli, venuta l'ora d'essere glorificato da Te, Padre santo,
avendo amato i suoi che erano nel mondo,
li amò sino alla fine; e mentre cenava con loro,
prese il pane e rese grazie, lo spezzò,
lo diede ai suoi discepoli, e disse:
Prendete, e mangiatene tutti:
questo è il mio Corpo
offerto in sacrificio per voi.
Allo stesso modo,
prese il calice del vino e rese grazie,
lo diede ai suoi discepoli, e disse:
Prendete, e bevetene tutti:
questo è il calice del mio Sangue
per la nuova ed eterna alleanza,
versato per voi e per tutti
in remissione dei peccati.
Fate questo in memoria di me.
Mistero della fede.
Annunziamo la tua morte, Signore,
proclamiamo la tua risurrezione, nell'attesa della tua venuta. 
Oppure:
Ogni volta che mangiamo di questo pane
e beviamo a questo calice,
annunziamo la tua morte, Signore,
nell'attesa della tua venuta.
Oppure: 
Tu ci hai redenti con la tua croce e la tua risurrezione:
salvaci, o Salvatore del mondo. 
In questo memoriale della nostra redenzione
celebriamo, Padre, la morte di Cristo,
la sua discesa agli inferi,
proclamiamo la sua risurrezione e ascensione al cielo,
dove siede alla tua destra;
e, in attesa della sua venuta nella gloria,
ti offriamo il suo Corpo e il suo Sangue,
sacrificio a te gradito,  per la salvezza del mondo.
Guarda con amore, o Dio,
la vittima che Tu stesso hai preparato per la tua Chiesa;
e a tutti coloro che mangeranno di quest'unico pane
e berranno di quest'unico calice,
concedi che, riuniti in un solo corpo dallo Spirito Santo,
diventino offerta viva in Cristo, a lode della tua gloria.
Ora, Padre, ricordati di tutti quelli
per i quali noi ti offriamo questo sacrificio:
del tuo servo e nostro Papa N.,
del nostro Vescovo N.,
del collegio episcopale,
di tutto il clero,
di coloro che si uniscono alla nostra offerta,
dei presenti e del tuo popolo
e di tutti gli uomini che ti cercano con cuore sincero.
Ricordati anche dei nostri fratelli
che sono morti nella pace del tuo Cristo,
e di tutti i defunti, dei quali tu solo hai conosciuto la fede.
Padre misericordioso concedi a noi, tuoi figli,
di ottenere con la beata Maria Vergine e Madre di Dio,
con San Giuseppe, suo sposo,
con gli apostoli e i santi, l'eredità eterna del tuo regno,
dove con tutte le creature,
liberate dalla corruzione del peccato e della morte,
canteremo la tua gloria,
in Cristo nostro Signore,
per mezzo del quale Tu, o Dio,
doni al mondo ogni bene.
Per Cristo, con Cristo e in Cristo,
a te, Dio Padre onnipotente,
nell'unità dello Spirito Santo,
ogni onore e gloria per tutti i secoli dei secoli. 
Amen.